# Adobe Creative Cloud
Die Adobe Creative Cloud ist das Abomodell der Firma Adobe aus dem Bereich Fotobearbeitung (v. a. Photoshop), Videobearbeitung (v. a. Premiere, After Effects), Grafikdesign und Webentwicklung. Hauptsächlich sind es Desktopprogramme, aber auch Apps und Cloud-Dienste gehören dazu. Die Programme sind über ein monatliches oder jährliches Abonnement über das Internet zur lokalen Installation verfügbar und können genutzt werden, solange das Abo aktiv ist.
Der Vorläufer ist die Kaufsoftware Adobe Creative Suite 6 (CS6) und wurde zuletzt 2012 veröffentlicht. Im Mai 2013 wurde das Ende der Kauf-Versionen bekanntgegeben und dass alle weiteren Entwicklungen nur noch über die Creative Cloud als Abo bereitgestellt werden. Die erste reine Cloudversion erschien am 17. Juni 2013. Beweggründe für die Umstellung auf ein Abo waren konstante Einnahmen, weniger Raubkopien und fehlender Druck, neue Features für neue Versionen zu entwickeln.
Unterschiedliche Abomodelle sind für Einzelanwender, Schulen und Unternehmen verfügbar und unterscheiden sich in den Kosten und angebotenen Features.

## Einzelanwender-Pakete
(Stand: Juni 2020)
- Foto-Abonnement (Nur Lightroom und Photoshop) für knapp 12 € monatlich
- Einzel-Abonnement (eine Anwendung)
- Alle Anwendungen (komplette Creative Cloud) für knapp 60 € monatlich
- Alle Anwendungen (komplette Creative Cloud) + Adobe Stock

## Desktop-Anwendungen
Teil der Creative Cloud. alphabetisch sortiert (Stand: Dezember 2019)
- Adobe Acrobat ist eine Software-Familie mit umfassenden Funktionen speziell für das Adobe Portable Document Format (PDF). Adobe Acrobat Standard sowie Adobe Acrobat Pro ermöglichen das Erstellen und Bearbeiten von PDF-Dateien, Adobe Acrobat Reader erlaubt das Lesen von PDF-Dateien.
- Adobe After Effects ist ein Software-Programm für Grafikanimationen und Spezialeffekte, das in der Postproduktion für Film und Video eingesetzt wird.
- Adobe Animate (Flash Pro) ist eine vektorbasierte Software für die Gestaltung interaktiver Animationen. Diese können anschließend direkt auf verschiedenen Plattformen wie Adobe Flash, Adobe AIR, HTML5 Canvas oder WebGL geteilt und veröffentlicht werden. Animate ist der Nachfolger von Adobe Flash Professional und übernimmt zudem Funktionen des inzwischen eingestellten Adobe Edge.
- Adobe Audition ist ein auf der Oberfläche von Adobe Soundbooth basierendes Audio-Programm.
- Adobe Bridge ist ein Programm zur Verwaltung von Dateien für Projekte, die mit den Werkzeugen der Adobe Creative Cloud umgesetzt wurden. Seine Struktur erinnert an den Datei-Browser in früheren Versionen von Adobe Photoshop.
- Adobe Character Animator ist ein Programm zur Animation von 2D-Figuren in Echtzeit.
- Adobe Dimension ist eine Applikation zur Erstellung fotorealistischer Bilder mit 3D-Elementen.
- Adobe Dreamweaver ist ein Programm zur Gestaltung und Entwicklung von Websites.
- Adobe Fresco ist eine Software und iPad-Anwendung zum digitalen Zeichnen und Malen.
- Adobe Fuse (Beta) ist ein Programm für die Erstellung von benutzerdefinierten 3D-Figuren für Photoshop-Projekte
- Adobe Illustrator ist ein führendes Software-Programm für Vektorgrafik und Illustration.
- Adobe InCopy ist ein Textverarbeitungsprogramm.
- Adobe InDesign ist ein führendes Design- und Layout-Programm.
- Adobe Photoshop ist die führende Software für Bildbearbeitung und Grafik-Design, die sowohl für den Desktop als auch für das Tablet (Photoshop für iPad, seit 2019) verfügbar ist.
- Adobe Photoshop Lightroom ist ein cloudbasiertes geräteübergreifendes Programm für das Bearbeiten und Verwalten von Fotos, das sowohl für Desktop als auch Mobile (Tablets, Smartphones) verfügbar ist.
- Adobe Photoshop Lightroom Classic ist ein Programm für die Verwaltung und Bearbeitung von Fotos und Videos (rudimentär) auf dem Desktop.
- Adobe Premiere Rush ist ein Programm mit leichter Bedienung zur geräteübergreifenden Erstellung von Videos speziell für Online Content Creator (z. B. YouTube), das sowohl auf dem Desktop als auch auf dem Smartphone oder Tablet verfügbar ist.
- Adobe Premiere Pro ist ein Programm zur professionellen Videobearbeitung und -produktion. Ergänzende Programme sind:
  - Adobe Media Encoder für die Ausgabe fertiger Videoprojekte.
  - Adobe Prelude für den Import, die Prüfung und die Protokollierung bandloser Medien.
  - Adobe SpeedGrade ermöglicht die Farboptimierung und Entwicklung von Looks für Premiere Pro-Projekte.
- Adobe XD (kurz für Experience Design) ist ein Programm zum Prototyping und der Erstellung von digitalen User Experiences in Form von Webseiten, Apps, Voice UI oder Games.

## Creative Cloud-Dienste
alphabetisch sortiert (Stand: Dezember 2019)
- Adobe Fonts (vorher Typekit) ist eine Sammlung von Schriften für Kreativprojekte, zur direkten Anwendung in den Programmen.
- Adobe Live ist ein Livestream-Format, in dem Zuschauer Künstlern über die Schulter schauen und ihnen ihre Fragen stellen können. Bereits vergangene Sessions sind auch nachträglich on-demand abrufbar.
- Adobe Portfolio ist ein Web-basierter Editor, mit dem Kreative eine eigene Website für ihre Projekte und Arbeiten erstellen können.
- Adobe Creative Cloud Express  ist eine Gruppe kostenloser Anwendungen (webbasiert und als mobile Apps) mit der Benutzer ihre Geschichten erzählen und online teilen können (Storytelling). Dazu zählen Adobe Spark Video, Adobe Spark Page und Adobe Spark Post.
- Adobe Stock ist ein separat buchbarer Dienst über den Millionen von Stockmaterialien (u. a. Foto, Video, Vektorillustrationen) nutzbar sind. Adobe Stock kann online aufgerufen und durchsucht werden und ist zudem direkt in viele Creative Cloud Anwendungen integriert, z. B. in Photoshop, Illustrator und InDesign.
- Behance ist eine Plattform, die wie ein soziales Netzwerk funktioniert. Kreative können hier ihre Projekte mit der Community teilen und sich inspirieren lassen.
- Creative Cloud-Bibliotheken dient der Verwaltung von Assets und erlaubt das Durchsuchen und Teilen von Dateien, Bildern und Schriften in Bibliotheken, die aus allen Creative Cloud-Programmen heraus genutzt werden können.
- Webhosting und Cloud-basierter Speicherplatz (bis zu 10 TB).

## Kritik

### Einseitige Zugriffsblockaden
Im Oktober 2019 sah sich Adobe aufgrund einer Anweisung des US-Präsidenten Donald Trump gezwungen, alle Benutzer in Venezuela zu sperren und damit ihre Programme unbrauchbar zu machen. Für viele wurde dadurch die Unzuverlässigkeit von cloudbasierten Produkten deutlich.
Anwender sind kurzfristigen Änderungen der Endbenutzer-Lizenzvereinbarungen (EULAs) durch Lizenzgeber schutzlos ausgeliefert. Lizenzgeber und Cloudbetreiber können bislang bestehende Zugangsberechtigungen in einem gewissen rechtlichen Rahmen jederzeit nicht nur rechtlich, sondern auch physisch beenden oder einen Nachkauf fordern. Diese Abhängigkeit bestand vor Einführung des Cloud-basierten Abonnement-Modells nicht.

### Dolby-Lizenz
2019 teilte Adobe seinen Kunden mit, dass bestimmte ältere Versionen der Lightroom Classic-, Photoshop-, Premiere-, Animate- und Media Director-Programme aus Lizenzgründen nicht mehr verwendet werden dürfen und empfahl das Update auf aktuellere Versionen: „Vor kurzem haben wir einige ältere Versionen von Creative Cloud-Anwendungen eingestellt. Aufgrund unserer Vertragsbedingungen haben Sie keine Lizenz mehr für deren Verwendung. Bitte beachten Sie, dass bei der weiteren Verwendung der eingestellten Version(en) das Risiko besteht, dass Dritte möglicherweise Verstöße geltend machen.“ Hintergrund ist offenbar ein Rechtsstreit von Dolby Laboratories Inc. um Lizenzkosten für das Cloud-basierte Abonnement-Modell.

### Usurpation von Nutzungsrechten
Mit einer Änderung der Nutzungsbedingungen im Jahr 2024 verschaffte sich Adobe ein Nutzungsrecht an den Werken der Softwarebenutzer. Wer der Änderung nicht explizit zustimmt, kann die Software nicht weiterverwenden.